# سباستین کارول
سباستین کارول (انگلیسی: Sébastien Carole؛ زادهٔ ۸ سپتامبر ۱۹۸۲) بازیکن فوتبال اهل فرانسه است.
از باشگاه‌هایی که در آن بازی کرده‌است می‌توان به باشگاه فوتبال وستهام یونایتد، باشگاه فوتبال گایزلی، باشگاه فوتبال ترانمره راورز، باشگاه فوتبال بری، باشگاه فوتبال برافورد پارک آونیو، آ.اس موناکو، باشگاه فوتبال دارلینگتون، باشگاه فوتبال لیدز یونایتد، باشگاه فوتبال برایتون اند هوو آلبیون، و باشگاه فوتبال نیس اشاره کرد.
وی همچنین در تیم‌های ملی فوتبال زیر ۱۷ سال فرانسه و مارتینیک بازی کرده‌است.